# Prokop Ondrák

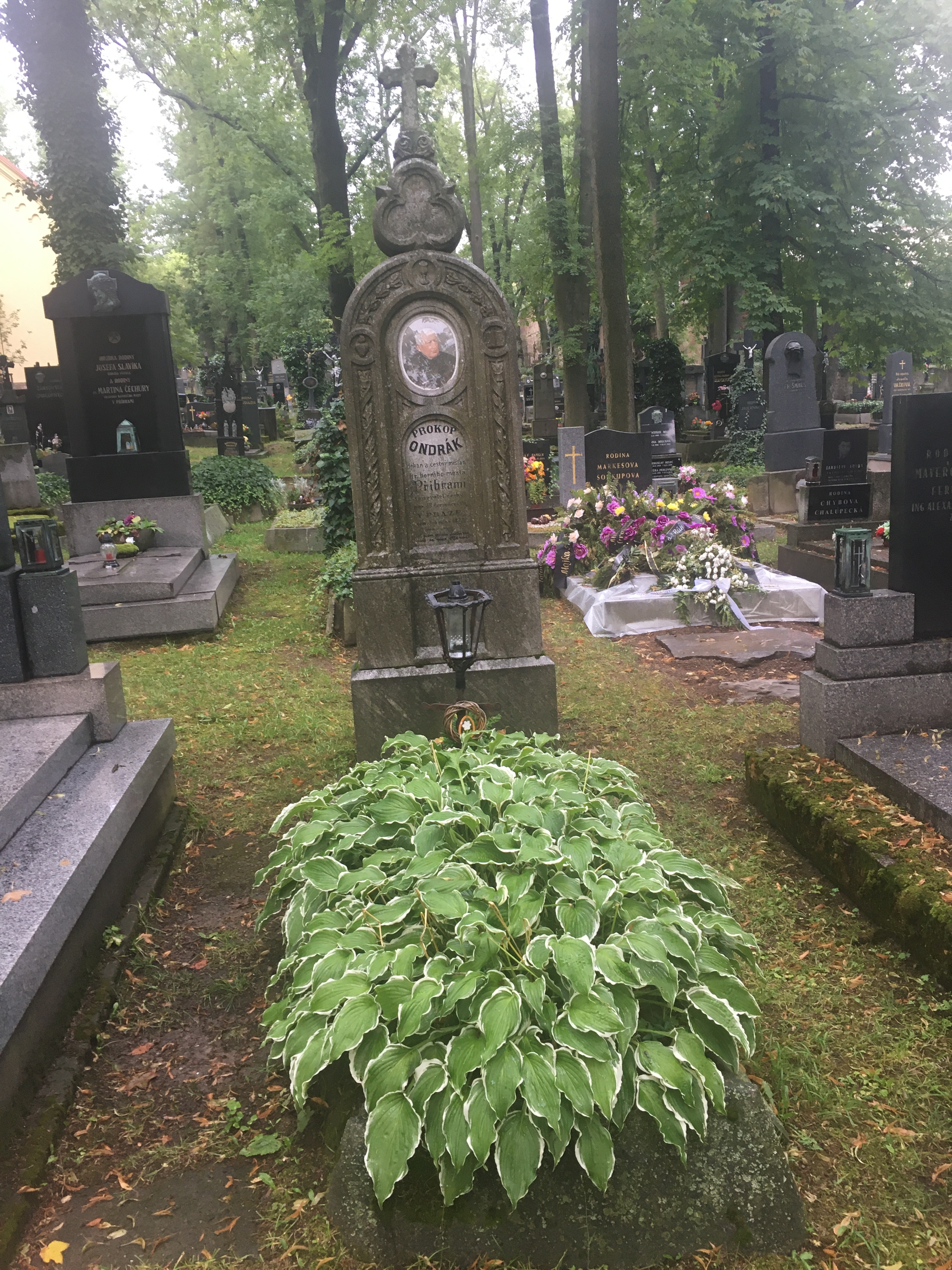
Hrob v Příbrami

Prokop Ondrák (27. července 1810 Praha – 3. května 1873 Příbram) byl český katolický kněz a pedagog, překladatel z francouzštiny a italštiny, autor děl s náboženskou tematikou a čestný občan Příbrami.
Je pohřbený na Městském hřbitově v Příbrami (oddíl VIII, hrob 226) vedle hrobu děkana Josefa Hartmana. V Příbrami je po něm pojmenována Ondrákova ulice u Hornického náměstí.

## Dílo
překlady
- Snoubenci, historický román Alessandra Manzoniho
- Paul a Virginie, milostný a výchovný román od Jacquese-Henriho Bernardina de Saint-Pierre